# Anderson County (Kentucky)
Das Anderson County ist ein County im US-Bundesstaat Kentucky. Das U.S. Census Bureau hat bei der Volkszählung 2020 eine Einwohnerzahl von 23.852 ermittelt.
Der Verwaltungssitz (County Seat) ist Lawrenceburg, das nach William Lawrence benannt wurde, einem hiesigen Tavernenbesitzer.

## Geographie
Das County liegt etwas nordöstlich des geografischen Zentrums von Kentucky und hat eine Fläche von 529 Quadratkilometern, wovon vier Quadratkilometer Wasserfläche sind. Es grenzt an folgende Countys:
| Shelby County  | Franklin County   |                 |
| Spencer County |                   | Woodford County |
| Nelson County  | Washington County | Mercer County   |

## Geschichte
Das Anderson County wurde am 16. Januar 1827 aus ehemaligen Teilen des Franklin County, Mercer County und Washington County gebildet. Benannt wurde es nach Richard C. Anderson (1788–1826), einem früheren Abgeordneten des US-Repräsentantenhauses (1817–1821).
Am 26. Oktober 1859 und am 13. Januar 1915 wurde das Gerichtsgebäude fast total zerstört. Vernichtet wurden aber nur unwesentliche Dokumente.
12 Bauwerke und Stätten des Countys sind im National Register of Historic Places eingetragen (Stand 6. September 2017).

## Demografische Daten
Nach der Volkszählung im Jahr 2010 lebten im Anderson County 21.421 Menschen in 8.214 Haushalten. Die Bevölkerungsdichte betrug 40,8 Einwohner pro Quadratkilometer.
Ethnisch betrachtet setzte sich die Bevölkerung zusammen aus 95,5 Prozent Weißen, 2,0 Prozent Afroamerikanern, 0,1 Prozent amerikanischen Ureinwohnern, 0,5 Prozent Asiaten sowie aus anderen ethnischen Gruppen; 1,2 Prozent stammten von zwei oder mehr Ethnien ab. Unabhängig von der ethnischen Zugehörigkeit waren 1,3 Prozent der Bevölkerung spanischer oder lateinamerikanischer Abstammung.
In den 8.214 Haushalten lebten statistisch je 2,54 Personen.
25,4 Prozent der Bevölkerung waren unter 18 Jahre alt, 62,6 Prozent waren zwischen 18 und 64 und 12,0 Prozent waren 65 Jahre oder älter. 51,1 Prozent der Bevölkerung war weiblich.
Das jährliche Durchschnittseinkommen eines Haushalts lag bei 51.486 USD. Das Prokopfeinkommen betrug 24.189 USD. 11.0 Prozent der Einwohner lebten unterhalb der Armutsgrenze.

## Orte im Anderson County
City
- Lawrenceburg

Unincorporated Communities
| - Alton Station - Anderson City - Ashbrook - Avenstoke - Ballard - Birdie | - Drockyd - Fairview - Fox Creek - Gee - Glensboro - Hickory Grove | - Johnsonville - Klondyke - McBrayer - Nevin - Ninevah - Sinai | - Sparrow - Stringtown - Tyrone - Van Buren - Wayside |